# Watesumpak
Watesumpak is een bestuurslaag in het regentschap Mojokerto van de provincie Oost-Java, Indonesië. Watesumpak telt 6688 inwoners (volkstelling 2010).